# Google Video's

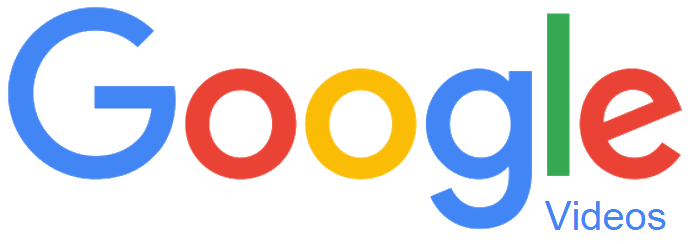
Logo van Google Videos

Google Video's (Engels: Google Videos), voorheen Google Video, is een webgebaseerde zoekmachine voor video- en filmbestanden. De dienst werd in juni 2005 gelanceerd door Google Inc.
Met deze zoekmachine werd het mogelijk gemaakt om film- en videobeelden in een webbrowser te zoeken en te bekijken. Het werd ook mogelijk kosteloos eigen videobeelden op Google Video's te publiceren door middel van de Google Video Uploader, of vanuit de browser. Voor het afspelen van video's in de browser was het geïnstalleerd hebben van Adobe Flash noodzakelijk.

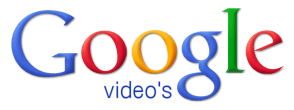
Logo van de Nederlandstalige Google Videos

Uploaders van video's hadden de mogelijkheid om een prijs in te stellen, zodat mensen konden betalen voor de video die ze bekeken. De helft van het bedrag ging naar Google. Televisiebedrijven maakten gebruik van deze dienst door hun populairste televisieprogramma's aan te bieden. De Nederlandse Publieke Omroep heeft ook fragmenten van zijn programma's geüpload. Deze zijn gratis te bekijken.
Vanaf 2006 was vanaf de website van Google Videos de Google Video Player te downloaden. Hiermee konden videosnelkoppelingbestanden die gedownload waren vanaf video.google.com afgespeeld worden. Deze snelkoppelingbestanden met de extensie .gvp verwezen naar een videobestand met de extensie .gvi die op de google-server staan. Bij het afspelen werd het .gvi-bestand in een zelf in te stellen map op de harde schijf geplaatst, waardoor dit .gvi-bestand ook was af te spelen zonder internetverbinding.
Op 9 oktober 2006 werd bekend dat Google de concurrerende videodienst YouTube ging overnemen voor 1,65 miljard dollar. 
Al enkele maanden na de lancering van Google Videos werd duidelijk dat de dienst niet het succes had waarop gehoopt was. Dit was mede het gevolg van het feit dat YouTube veel auteursrechtelijk materiaal beschermde maar populaire video's op zijn website had staan.
Sinds 2007 werd Google Videos meer een videozoekmachine. In januari 2007 werd hier al een begin mee gemaakt; YouTube-video's konden vanaf toen ook gezocht worden via Google Videos. YouTube, eigendom van Google, zou de video-uploadwebsite van Google worden.
In 2009 werd het uploaden van video's op Google Videos stopgezet en werd de website uitsluitend een videozoekmachine, hoewel de oudere geüploade video's bewaard bleven. Per 29 april 2011 werden alle video's die ooit geüpload zijn op Google Videos overgezet naar YouTube, of gebruikers konden dit zelf doen.